# جون ميزوتاني
جون ميزوتاني (باليابانية: 水谷隼 ) (و. 1989  م) هو لاعب تنس الطاولة ياباني، ولد في إواتا، شيزوكا، شارك في الألعاب الأولمبية الصيفية 2012، ودورة الألعاب الآسيوية 2010، وتنس الطاولة في الألعاب الأولمبية الصيفية 2016، ودورة الألعاب الآسيوية 2006، والألعاب الأولمبية الصيفية 2008، وتنس الطاولة في الألعاب الأولمبية الصيفية 2016 – رجال فردي ‏.

## التعليم
تعلم في جامعة ميجي.

## روابط خارجية
- جون ميزوتاني على موقع منظمة تنس الطاولة العالمي (الإنجليزية)
- جون ميزوتاني على موقع اللجنة الأولمبية الدولية (الإنجليزية)
- جون ميزوتاني على موقع أوليمبيديا (الإنجليزية)